# Ba Châu
Ba Châu (chữ Hán giản thể: 巴州区, Hán Việt: Ba Châu khu) là một khu thuộc địa cấp thị Ba Trung, tỉnh Tứ Xuyên, Cộng hòa Nhân dân Trung Hoa. Năm 2002, khu này có diện tích 2566 km² và dân số là 1,27 triệu người. Từ tháng 1 năm 2013, 12 trấn và 12 hương với khoảng 1.000 km² và 620.000 người đã tách khỏi Ba Châu để hình thành khu Ân Dương
- Trấn: Ba Châu, Thanh Giang, Tằng Khẩu, Hoá Thành, Lương Vĩnh, Đỉnh Sơn, Đại La, Hưng Văn, Tam Giang, Tảo Lâm, Thủy Ninh Tự.
- Hương: Quang Huy, Hoa Khê, Bạch Miếu, Quan Độ, Kim Bi, Dương Phượng, Phượng Khê, Long Bối, Đại Hòa, Lăng Vân, Tự Lĩnh, Bình Lương, Tử Đồng Miếu.